# Francis G. Rayer
Francis George Rayer (geboren am 6. Juni 1921 in Longdon, Worcestershire; gestorben am 11. Juli 1981 ebenda) war ein britischer Science-Fiction-Autor und Elektronikingenieur.

## Leben
Rayer war der Sohn von Harry und Florence Nellie Rayer, geborene Shepherd. Ab 1945 war er selbständiger Elektronikingenieur, Schaltungsentwickler und technischer Autor von 30 Büchern über Elektrotechnik und Elektronik vor allem für Bastler.
Sein erster Roman Juggernaut erschien 1944. Seine erste Veröffentlichung als SF-Autor war der Roman Realm of the Alien (1946), der unter dem Pseudonym Chester Delray erschien. 1947 erschien die Kurzgeschichte Basic Fundamental in Walter Gillings’ Magazin Fantasy. Es folgten bis 1963 über 50 Kurzgeschichten, darunter Deus Ex Machina (1950), Beginn der Magnus Mensis-Serie um den Kampf gegen einen Supercomputer in einer postapokalyptischen Welt.
John Clute bewertet Rayers Science-Fiction als routiniert, findet aber, dass sie überzeugend das England der 1950er Jahre heraufbeschwört. Der Pessimismus mit den postapokalyptischen Visionen einer zerstörten Welt war ein Merkmal der britischen SF jener Jahre. In deutscher Übersetzung sind nur ein Roman und eine Sammlung mit zwei Erzählungen in Heftromanserien erschienen. Ab Mitte der 1960er Jahre wandte sich Rayer von der SF ab und wurde Sachbuchautor für Elektronik.
Rayer war seit 1957 mit Tessa Elizabeth Platt verheiratet und hatte mit ihr zwei Söhne (geboren 1961 und 1965). Rayer starb 1981 im Alter von 60 Jahren.

## Bibliografie
Magnus Mensis (Kurzgeschichtenserie)
- Deus Ex Machina (1950)
- Tomorrow Sometimes Comes (1951, Roman)
- The Peacemaker (1952)
- Ephemeral This City (1955)
- Adjustment Period (1960)
- Contact Pattern (1961)

Jock MacTavish (Kurzgeschichtenserie)
- Plimsoll Line (1952)
- When Greed Steps In … (1952)
- Traders' Planet (1953)
- Space Prize (1954)

Romane
- Juggernaut (1944)
- Realm of the Alien (1945, als Chester Delray)
- Lady in Danger (1948)
- Coming of the Darakua (1952)
- Earth Our New Eden (1952)
- We Cast No Shadow (1952)
  - Deutsch: Überfall aus fremder Dimension. Übersetzt von Reiner Eisfeld. Moewig (Terra #62), 1959.
- Thou Pasture Us (1953)
- Cardinal of the Stars (1964, auch als Journey to the Stars)
- The Iron and the Anger (1964)

Sammlung
- The Star Seekers (1953)
  - Deutsch: Gefangen in fremden Körpern. Pabel (Utopia Zukunftsroman #370), 1963.

Anthologies (als Herausgeber)
- Worlds at War (1949, ungenannt)

Kurzgeschichten
- Basic Fundamental (1947)
- From Beyond the Dawn (1947)
- Fearful Banner (1949)
- The Singular Sequel to the Case of the Montrose Diamond (1949)
- Necessity (1949)
- Adaptability (1950)
- Quest (1950)
- The Ark (1950)
- Eve of To-morrow (1951)
- No Heritage (1951, als George Longdon)
- Prison Trap (1951)
- The Undying Enemy (1951)
- Time Was … (1951)
- Man’s Questing Ended (1952)
- Of Those Who Came (1952, als George Longdon)
- The Temporal Rift (1952, als George Longdon)
- Power Factor (1953)
- Firstling (1953)
- The Lava Seas Tunnel (1954) with E. R. James
- Seek Earthmen No More (1954)
- Pipe Away, Stranger (1954)
- Come Away Home (1954)
- Dark Summer (1954)
- Co-Efficiency Zero (1954)
- Kill Me This Man (1955)
- This Night No More (1955)
- Stormhead (1955)
- The Voices Beyond (1955)
- The Jakandi Moduli (1955)
- Consolidation Area (1956)
- Culture Pattern (1956)
- Error Potential (1956)
- Period of Error (1956, als George Longdon)
- Period of Quarantine (1956) with E. R. James
- The Falsifiers (1956, als George Longdon)
- Three-Day Tidal (1956)
- Tree Dweller (1956, als George Longdon)
- Hyperant (1956)
- Stress Complex (1957)
- Beacon Green (1957)
- Painters of Narve (1958)
- Wishing Stone (1958)
- I Like You (1959, als George Longdon)
- Searchpoint (1959)
- Sands Our Abode (1959)
- Alien (1959)
- Continuity Man (1959, als George Longdon)
- Static Trouble (1960)
- Spring Fair Moduli (1961)
- Sacrifice (1962)
- Sixth Veil (1962)
- Variant (1962)
- Capsid (1962)
- Aqueduct (1963)

Sachliteratur
- Modern Fiction-Writing Technique (1960)
- Repair of Domestic Electrical Appliances (1961)
- Electricity in the Home (1962)
- Amateur Radio (1964)
- Electricity in Your Home (1964, als Milward Scott)
- Electrical Hobbies (1964)
- Transistor Receivers and Amplifiers (1965)
- The Pegasus Book of Radio Experiments (1968, Jugendsachbuch)
- The Pegasus Book of Electrical Experiments (1968, Jugendsachbuch)
- Popular Electronics and Computers (1968, auch als Electronics and Computers)
- The Pegasus Book of Electronic Experiments (1969, Jugendsachbuch)
- Electronics (1969, als Roland Worcester)
- A Guide to Outdoor Building (1970)
- Handbook of IC Audio Preamplifier and Power Amplifier Construction (1976)
- Two Transistor Electronic Projects (1976)
- 50 Projects Using Relays (1977)
- 50 Field Effect Transistor Projects (1977)
- How to Make Walkie-Talkies (1977)
- Electronic Game Projects (1979)
- Electronic Projects in Hobbies (1979)
- How to Build Your Own Solid State Oscilloscope (1979)
- Counter, Driver and Numerical Display Projects (1979)
- Radio Control for Beginners (1980)
- Electronic Test Equipment Construction (1980)
- Digital IC Projects (1981)
- Electronic Timer Projects (1981)
- Audio Projects (1981)
- Projects in Amateur Radio (1981)
- Beginner’s Guide to Amateur Radio (1982)
- IC Projects for Beginners (1982)